# Каніж (еялет)
46°27′00″ пн. ш. 16°59′00″ сх. д. / 46.45° пн. ш. 16.98333333° сх. д.
Еялет Каніж (осман. ایالت كانیژه) — адміністративно-територіальна одиниця Османської імперії. Існував у 1600—1690 роках. Утворився внаслідок османських завоювань в Угорщині. Припинив існування за результатами Великої турецької війни. Нині є територією Угорщини, Хорватії та Словенії.

## Історія
У 1571 році Каніж захоплено османськими військами, його було підпорядковано будинському паші. Втім, у 1596 році австрійські війська відвоювали Каніж. У часи П'ятнадцятирічної війни 22 жовтня 1600 року османські війська на чолі із великим візиром Дамат Ібрагім-пашею знову захопили Каніж. Невдовзі було створено Канізький еялет, до якого долучено Сігетварський еялет, деякі санджаки Будинського еялету. Основним завданням нової провінції було створення плацдарму для наступу на рештки Угорщини, а також хорватські землі. У 1601 році відбито наступ габсбурзьких військ на Каніж.
З самого початку тут проводилася ісламізація: костели було перетворено на мечеті, відкрито медресе, споруджено турецьку лазню. Водночас розвитку провінції заважало перебування у прикордонній зоні. Усі ресурси еялету були спрямовані на війну з Австрією та її союзниками.
З початком Великої турецької війни у 1683 році, з Каніжу вирушали війська проти австрійських фортець. Після падіння у 1687 році Буди Каніж перетворився на опору османського панування в Угорщині. Втім, у 1690 році його було захоплено військами європейських союзників. В результаті еялет фактично було ліквідовано. Цю ситуацію було закріплено Карловицьким договором 1699 року.

## Структура
Спочатку еялет складався з 4 санджаків: Каніж, Секешфегервар, Печуй, Пожега. після успішних війн з Австрією до середини 1650-х років кількість санджаків збільшилася до 5. Водночас відбулася їх зміна (деякі частини увійшли до будинськогое еялету): Каніж, Сігет, Копан, Валіова, Соколовша. На початок війни зі Священною лігою у 1682 році санджаків в Канізькому еялеті вже було 9: Каніж, Сігетвар, Копан, Валпува, Сіклос, Печуй, Пожега, Шиклош, Надаш, Балатін.